# Ischnothele jeremie
Ischnothele jeremie är en spindelart som beskrevs av Coyle 1995. Ischnothele jeremie ingår i släktet Ischnothele och familjen Dipluridae. Inga underarter finns listade i Catalogue of Life.